# 多忠昭
多 忠昭（おおの ただあき、1928年 - 1995年）は日本のヴァイオリニスト。宮内庁雅楽部出身。父はヴァイオリン奏者で作曲家の多忠亮。

## 人物・活動
日本最強のスタジオ・ストリングス・セクションと言われた″多(おおの)グループ″のリーダーとして活躍する。1970～80年代にかけて、ニューミュージックからアイドルポップスまで、歌ものに特化した数多の楽曲のレコーディングに参加した。ちなみにグループ名については、LPレコードのライナーノーツなどに記載されたクレジットによって、大野グループ、多グループ、Ohno Group、多弦楽グループ、多忠昭ストリングス、多忠昭アンサンブルなど、複数の異なる呼称が見られる。
1970～80年代における日本の歌謡曲、ポップス全盛期には多忙を極め、一日5か所ほどのスタジオを回り、朝から深夜に及ぶレコーディングを続けるという日々がほぼ毎日続いたという。演奏に携わるメンバー達は高いプライドを持ち、強い結束力の下、洗練された旋律を奏でた。
多に対する作・編曲家からの評判は、押し並べて温厚な人物であったとするものばかりだが、時にはアレンジャーの書いた譜面の出来が不十分な場合、「これ書き直していらっしゃい。日を改めてやりましょう。今日はレコーディングは無し。帰りましょう。」と言って楽器を片付けて引上げてしまうこともあったといい、演奏に関しては妥協を許さない厳しい一面もあった。
1995年、66歳で死去。

## 音楽家による人物評
- 穂口雄右

「多先生のストリングス・セクションは正確なリズム感と洗練されたビブラートで、多くの一流アレンジャーから圧倒的な支持を得ていました。」
- 萩田光雄

「すごく紳士的な人でした。優しい人。」
- 瀬尾一三

「すごく優しい人です。支持も端的で的確。いいメンバーを集めていました。若く有能な人を連れてくる人でもありました。」
- 矢野誠

「最初は『こんなスコア弾けないから』なんて突き返されたりしたけれど、丁寧に書き続けて粘り強く指名していたら、ようやく認めてもらえました。レコーディングの後、ミキシング・ルームに来た多さんが『そうだね、こうした方がいいね』って最高に分かり合えるようになりました。』
- 松井忠重

「優しかったです。いろいろなことを教えてもらいました。」
- 丸山恵市

「素晴らしい弦書くね。二回褒めたのは初めてだよ。」と言われ嬉しかったと話す。

## 多グループの主要メンバー
- ヴァイオリン：多忠昭、平尾真伸、加藤高志、落合孝男、加納佑春、服部千秋、友田啓明、佐藤良彦、秋山修、佐藤野百合、野沢勝正
- ヴィオラ：菅沼準二、小野耕之輔
- チェロ：高橋忠男、藤田隆雄
- コントラバス：松本武全

## 多グループから派生したストリングス・グループ
小林陽一郎を中心に篠崎正嗣や加藤高志らが在籍した小林陽一郎グループ（巨匠グループ）、チェロ奏者の前田昌利と阿部雅士が立ち上げたTOMATOグループなどがある。1980年代初頭から中期にかけて、多グループのメンバーであった加藤高志、友田啓明、佐藤野百合らがそれぞれ独立し、加藤JOEグループ、友田啓明グループ、佐藤野百合グループを立ち上げる。ほか、玉野喜久グループ、篠崎正嗣グループ、演歌を専門とした堀口博雄グループなど数々のセクションが生まれた。

## 演奏に携わった主なアーティスト
| - 相曽晴日 - 阿川泰子 - 秋本奈緒美 - 郷ひろみ - 麻倉未稀 - 亜蘭知子 - アン・ルイス - 飯島真理 - 石川ひとみ - 井上忠夫 - 井上陽水 - 岩崎宏美 - 岩崎良美 - 上田正樹 - EPO - 大貫妙子 - 大橋純子＆美乃家セントラル・ステイション - 岡崎友紀 - 岡林信康 - 奥慶一 - 尾崎亜美 - 加瀬邦彦とザ・ワイルドワンズ - 加藤登紀子 | - 角松敏生 - 河合奈保子 - 川島なお美 - 北島健二 - 桐ヶ谷仁 - 工藤夕貴 - 久保田早紀 - 桑名正博 - 後藤次利 - サーカス - THE SQUARE - 坂口良子 - 坂本龍一 - 佐々木幸男 - サザンオールスターズ - 沢田聖子 - 鈴木茂 - 惣領泰則 - 高中正義 - 竹内まりや - 友井久美子 - 寺内タケシ - 中村雅俊 | - 中森明菜 - 新田一郎 - ハイ・ファイ・セット - はっぴいえんど - 弘田三枝子 - 布施明 - 堀江淳 - 堀ちえみ - 前川清 - 水越けいこ - 松尾和子 - 松田聖子 - 松原正樹 - 松原みき - 間宮貴子 - 桃井かおり - 八神純子 - 矢沢永吉 - RAJIE - もんた＆ブラザーズ - 山口百恵 - 山下達郎 - 渡辺徹 |